# القهوة في الثقافات العالمية
زرعت الدول حبوب القهوة بوسائل مختلفة لتلبية الاحتياجات الخاصة بكل دولة. سواءً كانت للطاقة، أو للتقاليد، أو للتجديد، لعبت زراعة القهوة دور القوة الدافعة للعالَم. إن تجديد القهوة وصورها المختلفة عبر الثقافات هي علامات للتقليد والتغييرات المعاصرة عبر القارات. تظهر ثقافة القهوة في الطريقة التي يتناول الناس بها القهوة، وفي الطريقة التي يحضّرونها، وفي الأماكن التي تُقدَّم وتُشارَك فيها القهوة. تجتمع كل هذه العوامل لتعكس حياة الناس في هذه الدول وأهمية القهوة حول العالَم. 

## التاريخ

### نشأتها

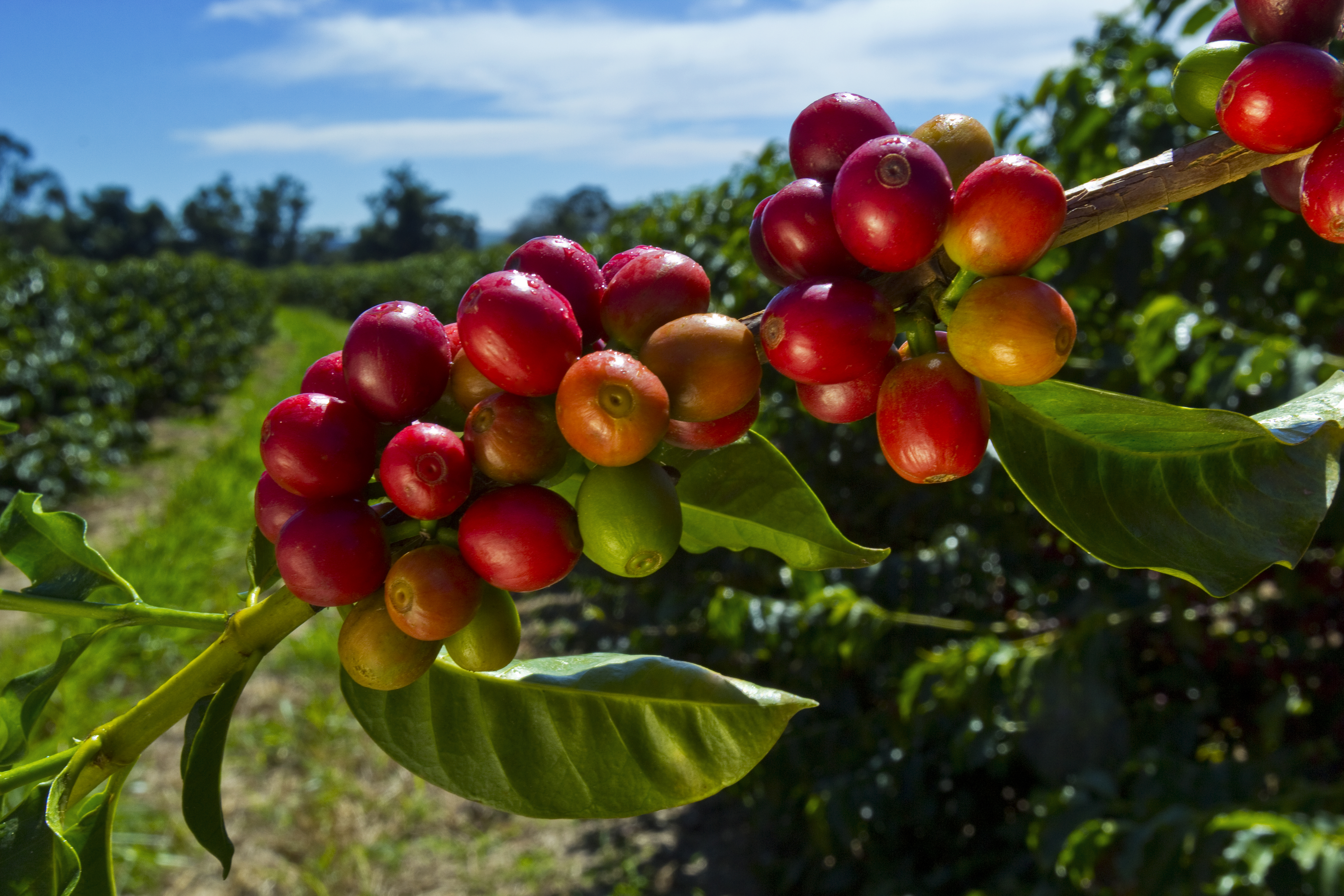
فاكهة القهوة

#### الأسطور الإثيوبي
يمكن العثور على تراث القهوة المزروعة حول العالَم في إثيوبية، حيث تستقر نظرية نشأتها. وفقاً لأسطور محلّي، رأى راعي غنم يُسمّى (كَلْدي) أغنامه تأكل «توت» القهوة. أكسبها ذلك كميات هائلة من الطاقة، التي منعتها من النوم ليلاً. 
جاء بهذه المعلومات إلى راهبين محليين، الذين صنعوا مشروباً من حبوب القهوة. وجد أحد الراهبين أن شرب هذا الاختراع سمح له بالسهر والصلاة طوال الليل. عندما انتشرت هذه المعلومة إلى راهبين إثيوبيين آخرين، بدأ انتشارها إلى العالَم المتحضر.   

#### الزراعة
إن زراعة القهوة في العالم العربي سبب للكثير من تعميمها، الذي بدأ فيما يُسمّى اليمن الآن، من قِبل راهبين صوفيين، في القرن الخامس عشر الميلادي. انتشرت زراعة القهوة (أو الخمر العربي) والاستمتاع بها إلى دول عربية أخرى (مثل تركيا ومصر وسوريا) من خلال آلاف المسلمين الذين يحجّون إلى مكة. وبالتالي، وصلت القهوة إلى أغلب دول العالم خلال القرن السادس عشر الميلادي. بالإضافة إلى وجودها الأساسي في المنزل، أصبحت القهوة جزءاً كبيراً من الحياة الاجتماعية. وأصبحت المقاهي «دُور الحكمة»، حيث تطوّرت إلى أماكن للمناقشة الفكرية، كما أنها كانت مراكز للاسترخاء والرفقة.  

### التوسّع

#### أوروبا
بحلول القرن السابع عشر، جاء المسافرون الأوربيون بالقهوة إلى القارة، حيث أحاطها الكثير من الاختلاف عند ازدياد انتشارها. بدأت "دور الحكمة" من العالم العربي تنتشر في جميع أنحاء القارة، وبدأت تُعرف ب “جامعات الفلس" في إنكلترا، تطوَّرت لتلبية احتياجات طبقات اجتماعية متنوعة. كما أن القهوة أخذت مكان الخمر والبيرة وأصبحت "مشروب الإفطار"، وأدّى ذلك إلى تحسّن جودة إنتاج القهوة عند الطبقة العاملة. عندما قرّر البابا كليمنت الثامن إعفاءً عن القهوة في العام 1615 م، أدّى ذلك إلى ازدياد الفئة التي كانت تتناول القهوة، وساهم في توسّعه النهائي إلى الأمريكتَين.  

#### الأمريكتَين
أحضر التجّار، والدعاة، والغزاة القهوة إلى الأمريكتَين أثناء التبادل الكولمبي. بالنسبة لأمريكا الشمالية، فقد جاء البريطانيون بالقهوة إلى نيويورك، ثم أمستردام الجديدة، في القرن السابع عشر الميلادي. وصلت القهوة لأعلى شعبيتها بعد مذبحة الشاي في بوسطن، وظلّت مشروباً أساسياً منذ ذلك الحين. توجد أغلب البذور الأم للقهوة الأرابيكا في الجزر الكاريبية، لكنها موجودة في دول أخرى أيضاً، مثل أمريكا الجنوبية وأمريكا المركزية. أُخِذتْ هذه البذور في السنة 1723م. بعد أن أهدى عمدةُ أمستردام الملكَ لويز نباتَ قهوةٍ في 1724م، سرق الضابط البحري غابرييل دي كلو حبةً وأخذ بها إلى جزيرة مارتينيك. انتشرت زراعة القهوة تدريجياً عبر المناطق المذكورة سابقاً. جاءت القهوة إلى البرازيل (أكبر منتِج للقهوة اليوم) على يد فرانسيسكو دي ميلو بلهيتا، الذي حصل على البذور من غينيا الفرنسية.   

#### العبودية
بُنيتْ صناعة القهوة المربحة المعاصرة من قِبل نظام العبودية في جميع أنحاء العالم. عندما ارتفع الطلب على القهوة أكثر من الكمية المنتَجة في العالم العربي، بدأ الهولنديون بزراعة القهوة في إندونيسيا، وفي جافا المعاصرة، وانتقلت إلى سوماترا وسيليبس في نهاية المطاف، وذلك في القرن السابع عشر الميلادي. زرع العبيد الكثير من القهوة في أفريقيا والأمريكتين أيضاً.  

## الثقافات العالمية

### أمريكا الشمالية
مع أن كندا تتستهلك القهوة أكثر من الولايات المتحدة، إلا أن السكان في كلا الدولتين يستمتعون بأنواع سريعة وحلوة من القهوة. كلا الدولتين تهيمان بسلاسل القهوة (مثل تيم هورتنز وستاربكس)، لكن ثقافاتهما تجاه القهوة تختلف من منطقة إلى أخرى. على سبيل المثال، تريد أمريكا الشمالية الغربية القهوة السريعة في الغالب (مثل شعار دانكن دونتز: «الكل يركض على دانكن»). بينما أماكن مثل بورتلاند وسان فرانسيسكو طوَّرت أسلوباً يميل إلى الموضة والتحميص في ثقافة القهوة.  

### أمريكا اللاتينية

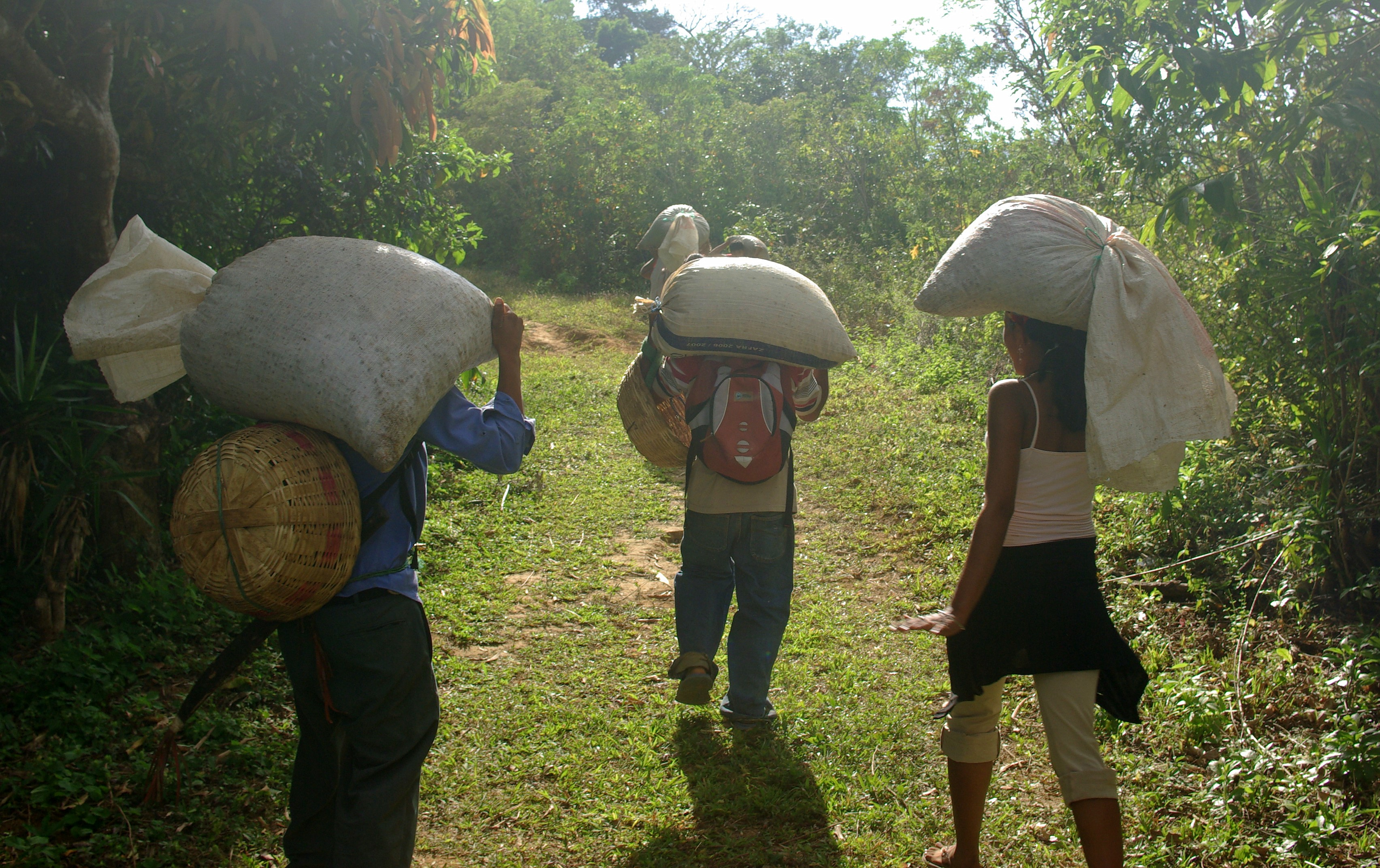
مزارعين القهوة من سلفادورا.

تُعرَّف أمريكا اللاتينية بالدول والأقاليم ذات لغات رومانية. تقع أغلب الدول الأكثر إنتاجاً للقهوة في هذه المنطقة، وشركات البن المملوكة من قِبل العوائل ما زالت ناجحة. القهوة لها شعبية كبيرة وفريدة بكل منطقة، خاصةً مع مجموعة الثقافات الأصلية والأوروبية.   

#### المكسيك
النوع الأكثر انتشاراً للقهوة هو (كافيه دي أولّا). استُخرَج اسمه من طريقة تحضير القهوة في قدر من الفخار. تقليدياً، يتم تقديم القهوة مع سكر بني غير مكرر وعود القرفة.  

#### البرازيل
تصل شعبية القهوة في البرازيل إلى جميع الأعمار والتراكيب السكانية. إن (كافيه كوم لاتيه) أحد المشروبات المنتشرة جدا في الدولة، وهو عبارة عن قهوة قوية للغاية مخلوطة بكمية كبيرة من الحليب. وبالعادة، يتم تقديم هذا المشروب في وجبة الإفطار للأطفال والكبار على حد سواء. هناك مشروب آخر له شعبية، يسمّى ب (كافيه زينو)، محضَّر من خليط قهوة قوية يشبه الذي يُستخدم في (كافيه كوم لاتيه)، بالإضافة إلى كمية كبيرة من السكر.   

#### الإكوادور
تُحضَّر القهوة في الإكوادور بقهوة سلايعة التحضير ومحلاة سابقاً. عندما يطلب أحد (كافيه كون ليشي)، فإنه يحصل على كوب كبير من الحليب المبخر، مع كمية صغيرة من القهوة الفورية. لطلب القهوة المحضَّرة بالطريقة التقليدية، الطريقة الصحيحة للطلب هي طلب (كافيه فلترادو).  

#### كوبا
شبيهة جدا بالبرازيل، تُستمتع بالقهوة مع العائلة في كوبا. بالعادة، تُخلط القهوة الكوبية بخليط من القهوة المتوفر في المحلات. تُقدَّم قوية وحلوة. من الأنواع المنتشرة (كافيه كوبانو)، أو (كافيسيتو)، عبارة عن إسبرسو مع سكر. من الأنواع الأقل حلاوة (الكوراديتو)، عبارة عن إسبرسو مع حليب مبخَّر.  
طوَّرت دول أوروبا صوراً مختلفة من القهوة، التي انتشرت حول العالم. أصبح (كافيه أو ليه) وإسبرسو معياراً في مقاهي مختلفة، بينما القهوة المزروعة في الدول المستعمرة من قِبل القوات الأوروبية سابقاً قد أثرت على ثقافة القهوة.  

#### فرنسا
انتشرت القهوة الفرنسية، مثل (كافيه أو ليه) و (الإسبرسو)، ونالت شعبيةً حول العالَم. رغم انتشارها، تظل طريقة تناولها فريدة في فرنسا، حيث يتم تناولها أثناء الجلوس في المقاهي أو أماكن أخرى للاسترخاء. تُشرب القهوة في كميات صغيرة، والغرض من شربها لدى الفرنسيين ليس التلذذ بطعمها ولا الحصول على الطاقة. أصبحت القهوة متأصلةً في الثقافة الفرنسية اليومية.  

#### اليونان
ثقافة القهوة في اليونان قوية وحاضرة بشكل مفاجئ. هناك مكانان رئيسيان لشُرب القهوة: (الكافيتيريا) و (الكافينيو). (الكافتيريا) تتغير إلى ملهى في الليل، ويصبح مكانا للشباب دون السن الخامس والثلاثين في الغالب، حيث يلتقون بأصحابهم. أما (الكافينيو)، فهو مكان يلتقي فيه الكبار في السن، وكان ذلك في أيام 'دور الحكمة'. المشروب الأكثر شهرةً في (الكافينيو) هو (إلينيكوس كافيسيتو)، الذي يشبه القهوة التركية. عندما يتم شُرب القهوة، تُستخدم حبوبها للكهانة. رغم شهرة (إلينيكوس كافيسيتو)، أصبح (الفرابيه) أكثر انتشاراً لدى الشباب في (الكافيتيريات). (الفرابيه اليوناني) مشروب عبارة عن خلطة من (النسكافيه)، وحليب، وسكر؛ مخفوقة ومسكوبة على قطع من الثلج.   .

#### أيرلندا
رغم أن الشاي هو المشروب الأكثر شعبية في أيرلندا، تتمتع الدولة بتاريخ طويل من المقاهي. أبدعت ثقافة القهوة الأيرلندية مشروباً اشتهر عالمياً؛ ألا وهو الخلطة المحضَّرة من قهوة حارة، والخمر، والقشطة المخفوقة. بالعادة، يتم تقديم هذا المشروب بعد وجبة العشاء في الكثير من المؤسسات الأيرلندية.  

#### إيطاليا

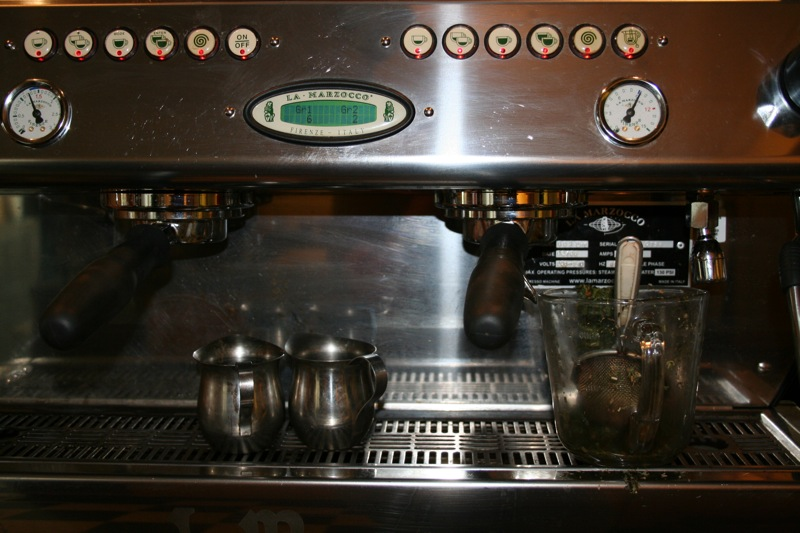
مكانية الإسبرسو الحديثة.

بما أنها مهد ماكينة الإسبرسو، تعني القهوة في إيطاليا الإسبرسو. تستطيع أن تأخذ كوباً من الإسبرسو من أي مكان، سواء في المدن أو في المقاهي الصغيرة في الريف. ومن أكثر المشروبات الكافينية انتشاراً: 
- كافيه (الإسبرسو)
- كافيه ماكياتو: إسبرسو يحتوي على كمية قليلة من الحليب أو رغوة الحليب
- كافيه كوركتو: إسبرسو مع القليل من مشروب كحولي، مثل البراندي، أو سامبوكا، أو جرابا، أو كوجناك
- كافيه لاتيه: قهوة وحليب في كميات متساوية (1:1) لاتيه ماكياتو: قهوة وحليب، ويحتوي على كمية أكبر من القهوة (1:2 أو 1:3 بالعادة)
- كافيه أمريكانو: إسبرسو مع كمية أكبر من الماء.

#### دول الشمال
أُنشئت 'استراحة القهوة' المعروفة في المنطقة الشمالية من أوروبا، وبالتحديد في السويد وفنلندا. 'الفيكا' (بمعنى وقفة) عادة تدعو إلى استراحتين أثناء ساعات العمل، الأولى نحو الساعة العاشرة صباحاً، والثانية في الساعة الثالثة مساءً. يفرض القانون هاتين الاستراحتين. إن 'الفيكا' عبارة عن مناسبة اجتماعية، يجتمع فيها الأقارب والزملاء والأصدقاء، يشاركون فنجاناً من القهوة وحلاوةً. 

#### البرتغال
قامت البرتغال باستيراد القهوة من البرازيل في الماضي، وأدى ذلك إلى تأثير كبير في ثقافة القهوة لديها. تُحضَّر القهوة البرتغالية قويةً جداً باستخدام حبوب الروبستا. يُسمى الطلب المعتاد 'البيكا' في مدينة ليسبون، وهو عبارة عن معيار مُر من الإسبرسو. وفقاً لأسطور محلي، استُخرِج هذا الاسم من مقولة برتغالية تعني: «اشربها مع السكر». مثل الثقافات في دول الشمال، تُشرب القهوة مع الأصدقاء.  

#### إسبانيا
إن القهوة أسلوب حياة في إسبانيا. الكنيسة المحلية من أكثر الأماكن شهرة للقهوة في إسبانيا، حيث تفتح حانة القهوة الساعة السادسة صباحاً، وتقدم أنواع كثيرة من القهوة. يأتي الناس وتظلون لفترة ما، على خلاف الريف، حيث يُشجع العملاء على الخروج المبكر بعد شراء مشروباتهم. تُشرب القهوة مع كل وجبة تقريباً، وفي أغلب الأحيان، تُشرب مع وجبة 'المورزو' في منتصف النهار، وبعد وجبة العشاء. ومن أنواع القهوة الأساسية في الحياة الإسبانية: 
- كافيه سولو: إسبرسو
- كافيه كورتادو: إسبرسو مع كمية قليلة من الحليب
- كافيه كون هيلو: إسبرسو مثلَّج
- كافيه أمريكانو: كافيه سولو مع المزيد من الماء كافيه كارامل/ بون بون:
- كافيه سولو أو إسبرسو مع حليب مكثَّف محلّى كافيه دوبلي: إسبرسو مضعَّف
- كافيه كون ليشي: إسبرسو مع حليب كاراهيو: إسبرسو مع كمية قليلة من الخمر
- تريفاسيكو (في منطقة كاتالونيا): كاراهيو مع حليب
- كافيه سومبرا/ كافيه مانكادا: كوب من الحليب مع القليل من القهوة
- كافيه سويزو: قهوة مع قشطة مخفوقة

### آسيا
إن ثقافة القهوة مؤثرة جدا في آسيا، رغم أنها جديدة نسبياً. تتمتع محلات القهوة، مثل ستاربكس ومتاجر صغيرة، بنمو هائل في المناطق الحضرية. إن المقاهي الأكثر شهرة هي التي دمجت التقاليد مع ثقافة القهوة الجديدة. 

#### اليابان
استطاعت اليابان أن تدمج ثقافتها في تقديم الشاي مع ثقافة القهوة في أمريكا الشمالية، حيث تم افتتاح الكثير من المقاهي السريعة في المدن الكبيرة، وتطوّرت بعض المقاهي التي تشبه متاجر الشاي التقليدية. إن هذه المقاهي الجديدة عصرية جداً، بتصميمها على سطح القهوة وبثقافتها اليابانية، لكنها تحاول الحفاظ على التهذيب وطرق تقديم القهوة القديمة.  

#### ثقافة القهوة في جنوب شرق آسيا
'الكوبيتيام' مقهى تقليدي في جنوب شرق آسيا، وانتشر كثيرا في سنغافورة وماليزيا. يزور جميع الأجيال هذا الكوبيتيام، حيث يشربون شاياً أخضر قوياً وقهوة مع حليب يطرقها التقليدية. تنتشر أنواع القهوة الجديدة في المدن الكسرة وفي مراكز القهوة، بينما تقع المقاهي التقليدية في جميع الأحياء. تبنّت المناطق الحضرية موضة المحامص الصغيرة، لكن المدن الزارعة للقهوة (مثل بانكوك وجاكرتا) أبدعت خلطاً متخصصةً تُباع في محلات القهوة المتخصصة.  

##### فيتنام

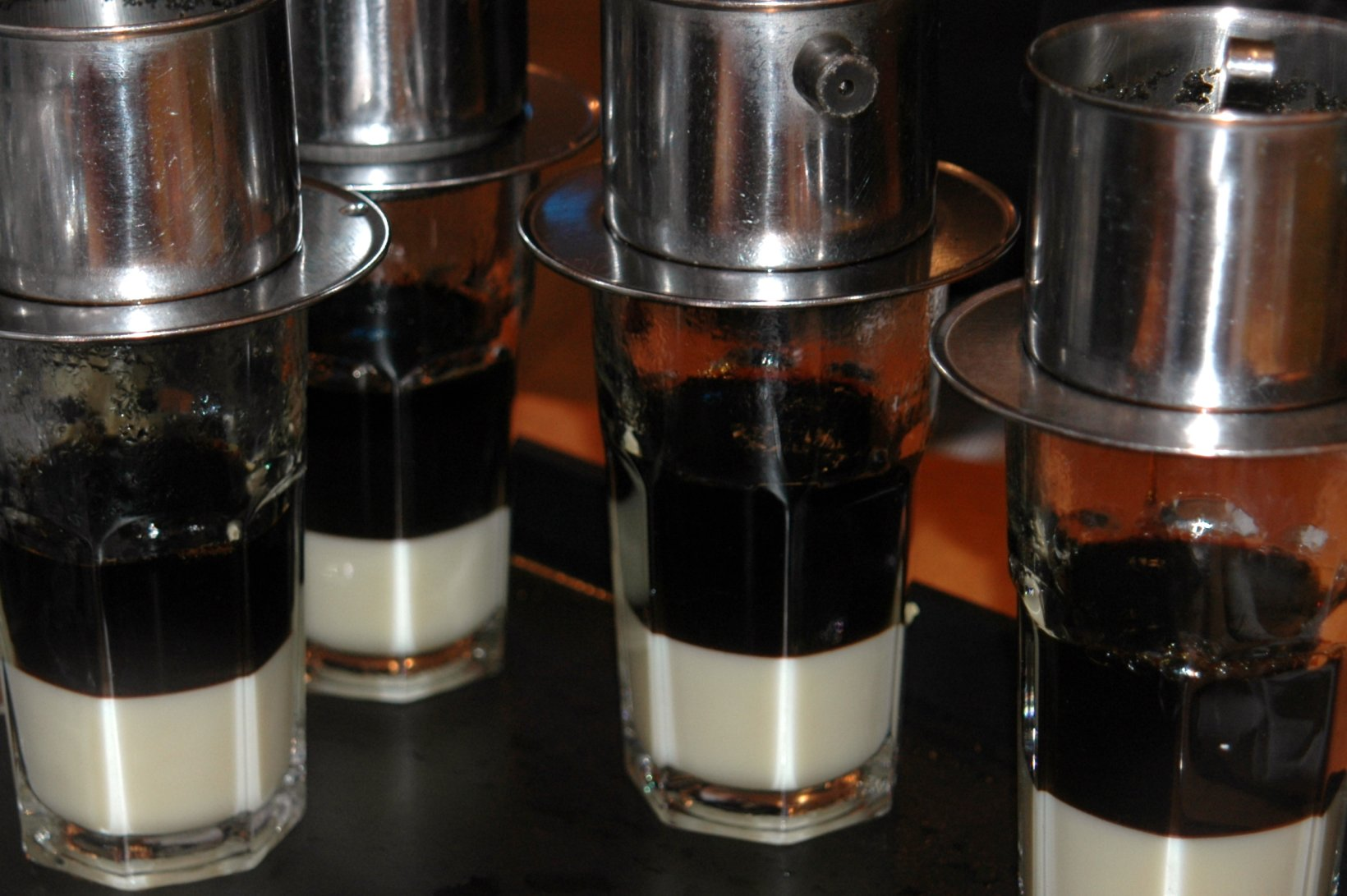
تحضير القهوة الفيتنامية المثلجة.

بما أن الفرنسيين أتوا بالقهوة إلى فيتنام، فقد تأثرت ثقافة القهوة لديها ثأثيراً هائلاً. كذلك، تمثّل القهوة جزءاً كبيراً في كلا الثقافتين. فمثلاً، يهتمون الفيتناميون بقهوتهم أشد الاهتمام، إذ يقومون باستيراد أرقى تحميصات القهوة فقط. تُستخدم كلمات مثل 'النجاح' و 'الاكتشاف' عند ذكر القهوة الفيتنامية. إن المشروب الأكثر شيوعا في فيتنام هو 'كا فيه سوا دا'، أي 'قهوة وحليب وثلج'. يتم تحضير هذا المشروب عندما تُسكب قهوة قوية من خلال فلتر، وتُخلط مع حليب مكثف محلى، وتُسحب هذه الخلطة على قطع من الثلج. 

### أفريقيا
رغم أن أفريقيا تزرع 13٪ من إمدادات القهوة حول العالم، ورغم أن القهوة نشأت في القارة، لم تظهر ثقافة القهوة في أفريقيا إلى مؤخِّراً. ظهرت ثقافة القهوة ظهوراً واضحاً في شمال أفريقيا وإثيوبيا. إن الذين يحاولون تنمية قطاع استهلاك القهوة في أفريقيا، يريدون اعتماد القطاع على القهوة الأفريقية بشكل كامل. 

#### إثيوبيا
إن شرب القهوة في إثيوبيا تجربة ثقافية، خاصةً لأنها مهد القهوة. تُسمى عملية تحضير القهوة 'بونّا'، وتستغرق أكثر من ساعة. أولاً، تُغسل الحبوب في الماء، وتوضَع مقلاة على النار. عندما تنفجر الحبوب من قشورها، يتم طحن البن بعصا معدنية. يوضح البن المطحون في إناء إثيوبي يُسمى 'جيبينا'، ويتم تقديم القهوة مع ماء ساخن في كوب صيني.  

### ثقافة المقاهي

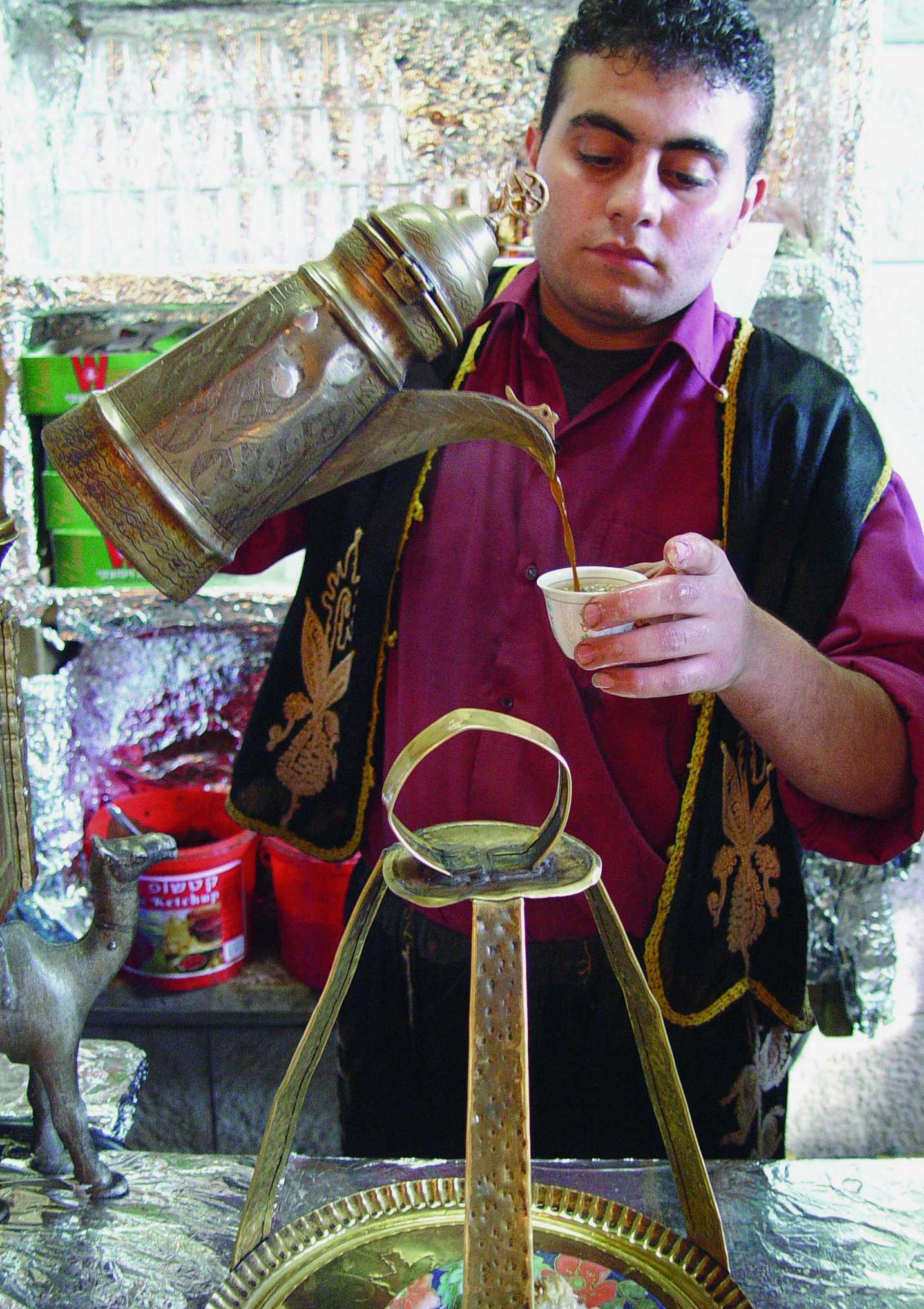
تحضير القهوة التركية التقليدي في مقهى عربي,

بدأت ثقافة المقاهي في العالم العربي، وانتشرت تدريجياً إلى مناطق أخرى في العالم، حيث اندمجت في الثقافة المحلية. كانت المقاهي العربية أماكن للرجال، كانوا يجتمعون هناك يلعبون الألعاب، ويشربون القهوة والشيشة. يختلف تخصص المقهى حسب موقعه. في شمال أفريقيا، يُقدّم الشاي الأخضر بالنعناع، وتُقدم القهوة بالطريقة الأوربية. تُحضّر القهوة العربية أو التركية في مصر ودول الشام. إن القهوة العربية عبارة عن كمية قليلة من القهوة الغامقة، مغلاة في إناء ومقدَّمة في فنجان صغير. في مصر خاصةً، تقدَّم القهوة 'مضبوط'، أي أنها تحتوي على كمية 'مثالية' من السكر، ملعقة واحدة تقريباً. لكن في الخليج العربي، تحضَّر القهوة بطريقة تجعل شبه صافية. في كل العالم العربي، إنه من العادة أن يملأ المضيف فنجان ضيفه، يشير الضيف مهذباً أنه قد انتهى. 

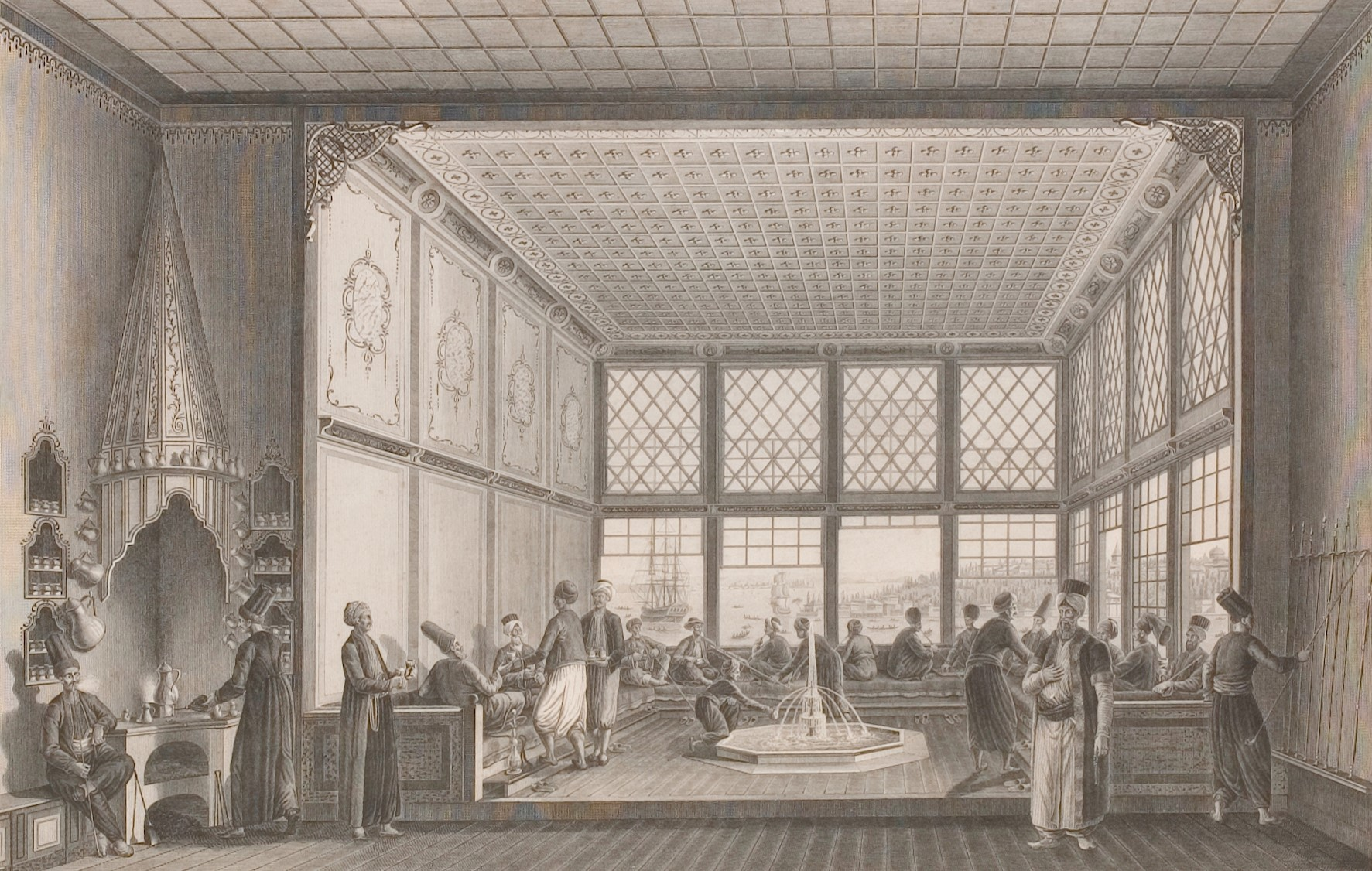
مقهى من الدولة العثمانية.

اشتهرت المقاهي في الدول الأخرى أيضاً. مثلاً، تشابه تركيا المقاهي العربية في الكثير من الأوجه، حيث اندمجت في الثقافة أثناء حكم الدولة العثمانية. من الناحية الأخرى، أُنشئت مقاهي فينا المشهورة في النمسا حينما جاءت القهوة إلى أوروبا. تختلف هذه المقاهي لأنها ليست أماكن للاجتماع، بل يأتي إليها الناس من أجل الانعزال والاستمتاع بالقهوة. صُنعت أشكال أخرى من القهوة مع عصرنة العالم: ممثلة في مقاهي في أمريكا الشمالية والفلبين، 'كوبي تيام' في ماليزيا وسنغافورة، ومقاهي في شتى الدول. 